# Countryside (Illinois)
Pour les articles homonymes, voir Countryside.
Countryside est une ville située dans le comté de Cook en proche banlieue de Chicago dans l'État de l'Illinois aux États-Unis.